# Leadbelly
Huddie William Ledbetter, bedre kendt som Lead Belly, (født 20. januar 1888, død 6. december 1949) var en amerikansk folk blues-musiker. Han har blandt andet skrevet sange som "Pick a Bale of Cotten", "Big Fat Woman" og "Where Did You Sleep Last Night".

## Coverversioner
Mange andre af hans sange er blevet indspillet i coverversioner af kunstnere som Brian Wilson, Delaney Davidson, Tom Russell, Lonnie Donegan, Bryan Ferry ("Goodnight Irene"), The Beach Boys ("Cotton Fields"), Creedence Clearwater Revival ("Midnight Special", "Cotton Fields"), Elvis Presley, Abba, Pete Seeger, The Weavers, Harry Belafonte, Frank Sinatra, Ram Jam, The Animals, Jay Farrar, Johnny Cash, Bob Dylan, Tom Petty, Dr. John, Ry Cooder, Davy Graham, Maria Muldaur, Rory Block, Grateful Dead, Gene Autry, Odetta, Billy Childish (som navngav sin søn Huddie), Mungo Jerry, Paul King, Led Zeppelin ("Gallows Pole"), Van Morrison, Michelle Shocked, Tom Waits ("Goodnight, Irene"), Scott H. Biram, Ron Sexsmith, British Sea Power, Rod Stewart, Ernest Tubb, Nick Cave and the Bad Seeds ("Black Betty"), Blind Willies("In the Pines"), The White Stripes ("Boll Weevil"), The Fall, Hole, Smog, Old Crow Medicine Show, Spiderbait, Meat Loaf, Ministry, Raffi, Rasputina, Rory Gallagher, the Sensational Alex Harvey Band, Deer Tick, Hugh Laurie, X, Bill Frisell, Koerner, Ray & Glover, Red Hot Chili Peppers, Nirvana ("Where Did You Sleep Last Night", "They Hung Him On A Cross", "Ain't It A Shame", "Gray Goose"), Meat Puppets, Mark Lanegan, WZRD ("Where Did You Sleep Last Night") Nirvana ("Where Did You Sleep Last Night") og Gasolin'. Kim Larsen og Franz Beckerlee skrev den danske tekst til "Where Did You Sleep Last Night", der kom til at hedde "Min tøs" og kom med på Gasolin' 2 (1972).